# 유니패드
유니패드(UNIPAD) | 배급사 : Google Play store | 플랫폼 : 안드로이드 | 장르 : 음악/유니패드 | 용량 : 4.21MB(3.5.0버전 기준) 2GB 권장 | 개발자 : 김지섭
개발자는 현재 디지털 미디어 고등학교를 다니는 김지섭이다. 유니팩과 연동되는 앱이다. 2018년 1월 15일 기준으로 500만 다운로드 이상을 기록하고 있다.

## 시스템
유니패드는 유니팩이라는 자체적인 팩으로 연주를 할 수 있다. 이는 개발진들이 공식적으로 올려놓은 것과, 사용자들이 만든 팩으로도 연주 가능하다.

## 유니팩(UNIPACK)
유니패드의 프로젝트 파일이다.
기본적으론 앱 자체에 있는 스토어에서 다운받을 수 있으나,
유니패드 카페 또는 유튜브에서도 다운로드 받을 수 있다.
또한 "유니터(UNITOR)"라는 유니팩 재작 툴로 유니팩을 보다 쉽게 만들 수 있다.

## 런치패드 연동
OTG허브또는 OTG젠더만 있으면 컴퓨터가 없어도 어디서든 런치패드를 연주할 수 있다. 이는 세계 최초로, 런치패드를 언제 어디서나 휴대 전화 배터리만 있으면 연주할 수 있도록 만들었다. 그러나 휴대 전화의 배터리로 런치패드의 전력을 공급하기 때문에 배터리가 빨리 소모될 수 있다. 또한 초창기 버전인 MK1을 제외한 모든 런치패드 시리즈(S,MK2,Mini,PRO)는 연동이 된다.

## 외전
MIDI FIGHTER 64로도 연동이 가능하다. PIANO로 연결하면 버튼은 인식이 된다. 하지만 LED는 나오지 않는다.

## 평가 및 문제점
유니패드는 유니패드 연동 덕분에 많은 다운로드수를 기록했다. 하지만 원작자 표기없이 유니패드의 프로젝트 파일을 유니팩화시켜 공식 스토어(이하 공식팩)에 올려 문제가 됐던 적이 있기도 하다. (원작자가 공유를 거부해서 없어진 팩도 있다.) 5개를 제외하고 모두 삭제되었지만, 삭제된 유니팩은 유니패드 공식 카페에서 찾아볼 수 있다.
(2018.11.15 현재 삭제되었던 공식팩의 수를 새로운 공식팩을 업로드하면서 삭제되기 이전의 공식팩 수 보다 훨씬 많아졌다.)

## 유니패드 공식 카페
이 외에 다양한 비공식팩에 대한 정보를 찾아보고 싶다면
유니패드 카페에 가입을 하면 된다.
카페에서는 유니팩 공유, 제작, 오류 해결, 플레이 영상 공유 등을 할 수 있다.
카페 주소: https://cafe.naver.com/unipad.cafe